# Asadułła Łaczinow
Asadułła Sabzijewicz Łaczinow (ros. Асадулла Сабзиевич Лачинов, biał. Асадула Сабзыевіч Лачынаў; ur. 17 kwietnia 1986 w Machaczkale) – rosyjski i białoruski zapaśnik startujący w stylu wolnym. Olimpijczyk z Rio de Janeiro 2016, gdzie zajął siódme miejsce w kategorii 57 kg.
Siódmy na mistrzostwach świata w 2015. Piąty na mistrzostwach Europy w 2016. Dziesiąty na Uniwersjadzie w 2013 roku.